# Třeboň
Třeboň là một thị trấn thuộc huyện Jindřichův Hradec, vùng Jihočeský, Cộng hòa Séc.
Kết nối đường sắt nhanh giữa Praha và Vienna qua thành phố Třeboň. Tổng thống Tomáš Garrigue Masaryk chính thức đến thăm thành phố hai lần bằng tàu hỏa, trong 1919 và 1925.
Tại khu vực lân cận của quảng trường Masaryk và quảng trường Palacký từ năm 2000, một số cửa hàng của người Việt Nam ("pedicure", "maikůra", giờ giới nghiêm và những nơi khác) đã được thành lập.
Khu phố cổ lịch sử là một khu di sản với nhiều tòa nhà phục hưng và "Baroque" (các giáo hội, tu viện và lâu đài "Gothic")